# 西薩福克 (英國國會選區)
西薩福克（英語：West Suffolk），英國國會一郡選區，包括英格蘭東部薩福克郡南部，包括福里斯特希思全部和聖埃德蒙茲伯里區一部。始設於1832年，當時應選兩席，1885年被撤銷，1997年恢復，應選一席。
本區自恢復以來當區下議院議員為保守黨的理查德·斯普林。他的議席由马修·汉考克在2010年大選中以50.6%選票勝出該區得以繼承。